# Реактивний авіалайнер

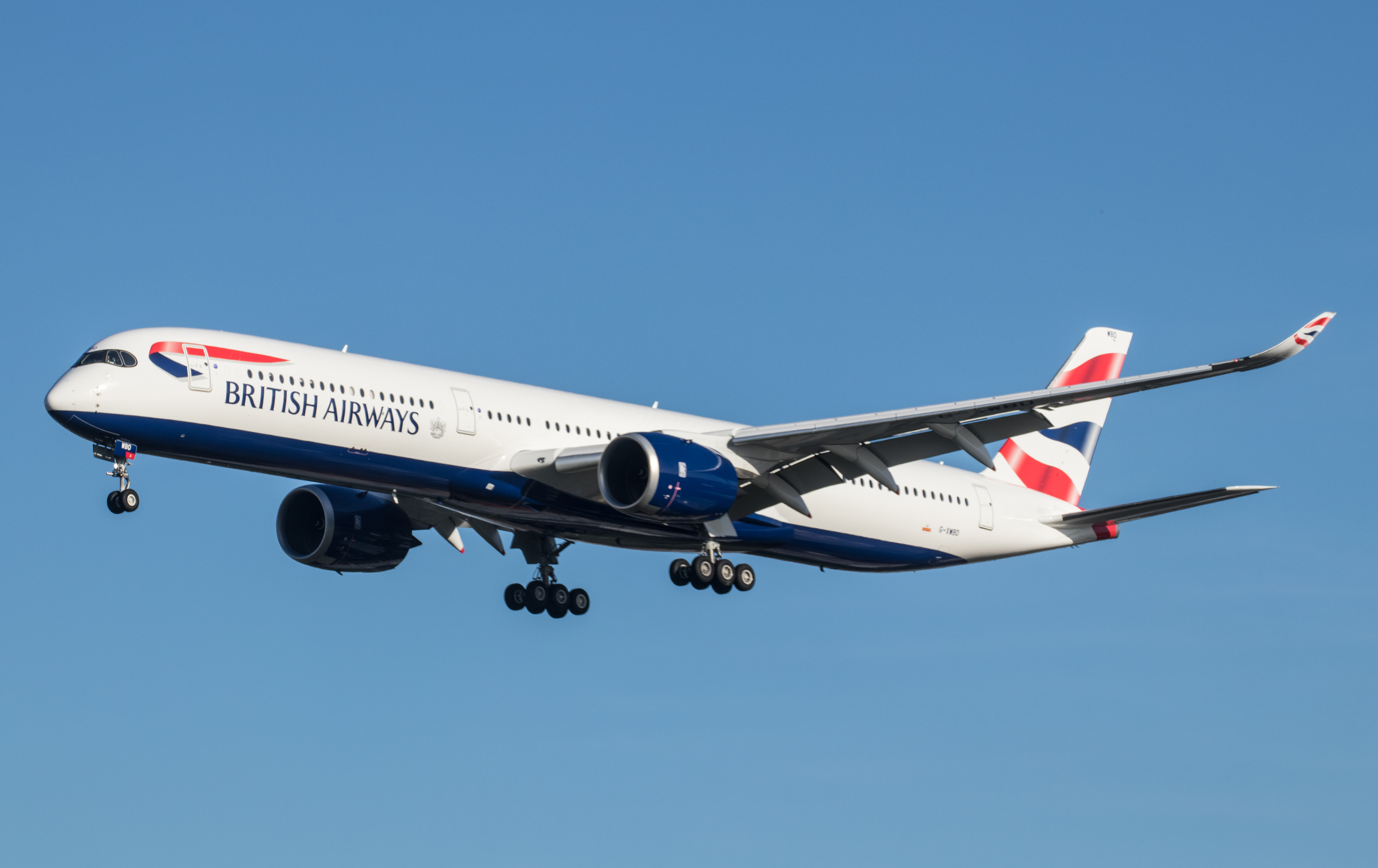
Джет лайнер А350-1000 British Airways в лондонському аеропорту Хітроу.

Реактивний авіалайнер або джет лайнер — авіалайнер, що працює на реактивних двигунах (пасажирський реактивний літак). Авіалайнери зазвичай мають два або чотири реактивних двигуни; триджети були популярні в 1970-х роках, але сьогодні менш поширені. Авіалайнери зазвичай класифікуються як великі широкофюзеляжні літаки, середні вузькофюзеляжні літаки та менші регіональні реактивні літаки.
Більшість сьогоднішніх авіалайнерів оснащені реактивними двигунами, оскільки вони здатні безпечно працювати на високих швидкостях і створювати достатню тягу для живлення літаків великої місткості. Перші реактивні лайнери, представлені в 1950-х роках, використовували простіший турбореактивний двигун. Вони були швидко витіснені конструкціями з використанням турбовентиляторних двигунів, які є тихішими та більш економними.